# 香港青年愛樂樂團
香港⻘年愛樂樂團（英語：Hong Kong Youth Symphonic Orchestra）是在香港註冊的非牟利⻘年交響樂團，由8級或以上的成員所組成。該樂團創立宗旨為培育香港⻘年管弦樂手，並提供機會讓他們到不同國家演出，進行國際文化交流。

## 背景
香港⻘年愛樂樂團成立於2012年，由附屬慈善基金會管理和營運，常任指揮則呂曉一負責。該樂團主要為團員提供專業管弦樂訓練，給予機會往多個國家進行國際文化交流；2012年曾先後兩次在《荷蘭國際音樂節 》、《比利時國際青年音樂節》比賽中奪得金獎（樂團獎、指揮獎）和最佳樂團管理獎合共6個獎項
，過去亦曾與劉詩昆、高參、張敬軒等音樂家與歌星合作。
除了培訓音樂人才，該樂團在2014年初又創辦了「希望之聲」少兒弦樂團兼合唱團，透過音樂扶貧計劃向基層、低收入家庭（綜援或全津）兒童提供免費樂器、樂理訓練，並讓成績較優異的團員擔任導師。2015年，它再於《荷蘭鑽石國際音樂節》裡贏得金獎，繼而獲邀分別於國家大劇院、香港文化中心音樂廳舉辦張國榮及鄧麗君專場紀念音樂會。

## 外部連結
- 香港青年愛樂樂團的Facebook專頁
- 香港青年愛樂樂團官方網頁 （页面存档备份，存于）